# Zikanapis inbio
Zikanapis inbio is een vliesvleugelig insect uit de familie Colletidae. De wetenschappelijke naam van de soort is voor het eerst geldig gepubliceerd in 2003 door Michener, Engel & Ayala.